# 日本開催の国際サッカー大会
このリストは日本におけるサッカーの国際大会の一覧である。

## 1種 (一般)

### ナショナルチーム
- キリンカップサッカー
- キリンチャレンジカップ (A代表 / U-23)
- 日韓大学定期戦・日韓大学対抗戦 (大学生)
- SBSカップ 国際ユースサッカー (19歳以下)
- 仙台カップ国際ユースサッカー大会 (19歳以下)

### クラプチーム
- Jリーグカップ/コパ・スダメリカーナ王者決定戦
- Jリーグワールドチャレンジ
- Jリーグ アジアチャレンジ
- さいたまシティカップ

## 2種 (高校生年代)

### ナショナルチーム
- 国際ユースサッカーin新潟 (17歳以下)
- U-16インターナショナルドリームカップ

### クラプチーム
- サニックス杯国際ユースサッカー大会

## 3種 (中学生年代)

### クラプチーム
- Jリーグインターナショナルユースカップ
- 東京国際ユース(U-14)サッカー大会

## 4種 (小学生年代)

### クラブチーム
- ダノンネーションズカップ in JAPAN
- U-12ジュニアサッカーワールドチャレンジ

## 女子

### ナショナルチーム
- MS&ADカップ
- 日韓大学定期戦・日韓大学対抗戦 (大学生)
- JENESYS U-17 Women's Football Memorial Cup